# Niankorodougou
Niankorodougou è un dipartimento del Burkina Faso classificato come comune, situato nella Provincia  di Léraba, facente parte della Regione delle Cascate.
Il dipartimento si compone del capoluogo e di altri 15 villaggi: Bassoungoro, Bavigué-Ka, Blesso, Bozogo, Djondougou, Fourkoura, Kagbogora, Katolo, Kawolo, Nadjengoala, Naguélédougou, Nerfindougou, Salentene, Tagouassoni e Zegnedougou.